# 미얀마의 코로나19 범유행
다음은 미얀마의 코로나19 범유행 현황에 대한 설명이다.
미얀마의 2020년 코로나바이러스 대유행은 SARS-CoV-2에 의해 야기된 새로운 전염병인 COVID-19의 전세계적인 유행병의 일부분이다. 미얀마는 2020년 3월 23일 첫 두 건의 COVID-19 사례를 확인했다. 2020년 3월 31일, 미얀마에서 COVID-19의 확산을 막기 위해 민 쉐 제1부사장이 위원장을 맡고 각 노조 부처 소속으로 구성된 코로나 바이러스 질병 19 위원회(COVID-19)가 윈 민 대통령에 의해 구성되었다.

## 인도적 지원
베트남은 미얀마에 의료 검사를 포함한 5만 달러 상당의 물자를 보내 미얀마 당국이 조류독감에 대처하는 데 도움을 주겠다고 발표해 미얀마 최초의 지원 국가가 됐다.

## 검열 혐의
미얀마는 인접 국가들에 비해 부적절한 의료 시스템, COVID-19의 영향을 많이 받는 중화인민공화국, 태국과의 크고 활동적인 국경, 그리고 미얀마가 국제 공항 허브와의 연결을 빠르게 증가시키고 있는 점을 감안할 때 코로나바이러스 사망자와 희생자의 존재를 부인한 것으로 비난 받아왔다. 미얀마 정부는 자우 하이가 감염 부재가 미얀마 시민들의 '생활과 식습관' 때문이라고 언급한 가운데, "미얀마는 악수나 포옹, 키스 등으로 인사 관습을 공유하지 않는다"는 미얀마 시민은 물론 "일반적으로 신용카드 대신 현금으로 구매를 결제한다"고 밝혀 확산이 '비슷하다'고 했다. 그의 진술은 일부 비판에 직면해 있다.